# Comuna Ruska Mokra, Teceu
Ruska Mokra (în ucraineană Руська Мокра) este o comună în raionul Teceu, regiunea Transcarpatia, Ucraina, formată din satele Komsomolsk și Ruska Mokra (reședința).

## Demografie
Componența lingvistică a comunei Ruska Mokra
     Ucraineană (99,37%)
     Alte limbi (0,63%)
Conform recensământului din 2001, majoritatea populației comunei Ruska Mokra era vorbitoare de ucraineană (99,37%), existând în minoritate și vorbitori de alte limbi.